# Traianus termái
Traianus termái (latinul Therme Traiani) az ókori Rómában, Augustus császár közigazgatási beosztása szerint a III., Isis et Serapis nevű regióban álló egykori fürdőkomplexum volt, melynek csupán romjai maradtak. 
Traianus már a Domus Aurea alapfalaira építette rá mintegy 30 fokkal eltérően orientált, több mint négyszer akkora területet elfoglaló, pazar fénnyel berendezett fürdőintézetét, mely a tulajdonképpeni fürdőépületen kívül palaestrákkal, gymnasiummal, de könyvtárral és felolvasó termekkel, sőt színházzal is fel volt szerelve; itt volt sok más szobor között felállítva Laokoón híres szobra. Az egész intézet hossza 340 méter, szélessége 330 méter.
A fürdő i. sz. 109-ben épült, ez volt az első hatalmas terma, melyet később követtek Diocletianus és Caracalla termái.